# شون بريسكو
شون بريسكو (بالإنجليزية: Shaun Briscoe)‏ هو لاعب دوري الرغبي بريطاني، ولد في 23 فبراير 1983 في إنجلترا في المملكة المتحدة.

## روابط خارجية
- شون بريسكو على موقع ItsRugby.co.uk (الإنجليزية)